# Et cetera

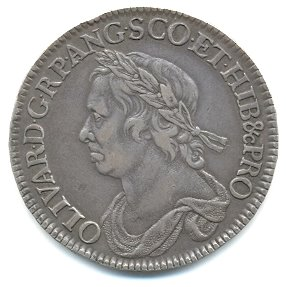
Ký tự &c (et ceterarum, "Người bảo vệ của Anh, Scotland và Ireland và một vùng đất nữa") cho thấy Oliver Cromwell đã không từ bỏ các yêu sách của Anh đối với Pháp

Et cetera (tiếng Latinh: [ɛt ˈkeːtɛra]), viết tắt là etc., etc, &c., hoặc &c, là một thành ngữ Latinh có nghĩa tương đương với cụm từ vân vân.
Dịch theo nghĩa đen từ tiếng Latin, et có nghĩa là 'và', và cētera có nghĩa là 'phần còn lại'.